# 滯留大陸國軍後裔
滯留大陸國軍后裔是指1949年国府迁台期间，未隨中华民国政府入臺，滯留于中國大陸的中華民國國軍的后代。
依據中華民國總統馬英九說：大陸同胞在法理上也是中華民國人民，不過沒有戶籍。滯留大陸國軍分大陸籍與臺灣籍，臺灣籍有較為詳細的民間軍籍記錄。臺灣籍國軍比較受臺灣人民的關注。
滞留中国大陆的大陆籍国军人数不详，其后裔人数也不详。第二次国共内战期间，随着国军军事失败，有大量国军士兵起义、投诚，相当一部分参加解放军，他们被称为解放战士，一般不再视为国军。另一个相关是，在2013年对参加过抗日战争的国军老兵的报道中，提及民间寻访国军抗战老兵人数超2000人。